# Norman D. Shumway
Norman David Shumway (ur. 28 lipca 1934 w Phoenix, zm. 1 listopada 2022) – amerykański polityk, członek Partii Republikańskiej.

## Działalność polityczna
W okresie od 3 stycznia 1979 do 3 stycznia 1991 przez sześć kadencji był przedstawicielem 14. okręgu wyborczego w stanie Kalifornia w Izbie Reprezentantów Stanów Zjednoczonych.